# Lào Lùm
Lào Lùm (tiếng Lào: ລາວລຸ່ມ; tiếng Thái: ลาวลุ่ม, tiếng Pháp và chuyển tự Latin: Lao Loum) là tên chính thức được nước Lào chỉ định cho các nhóm sắc tộc có ngôn ngữ thuộc ngữ hệ Tai-Kadai, trong đó có dân tộc Lào. Người Lào Lùm theo nghĩa chữ là "người Lào ở vùng đất thấp", là những cư dân của các thung lũng và vùng đất thấp dọc sông Mekong.
Người Lào Lùm chiếm hơn 68% dân số của Lào, trong đó một nửa thuộc nhóm dân tộc Lào. Các thành viên khác được phân loại là Lào Lùm là các nhóm sắc tộc Tai-Kadai khác, như người Phuan và người Phuthai và các thành viên có liên quan chặt chẽ khác của nhóm sắc tộc Tai.
Tại vùng đông Thái Lan, vì các lý do chính trị mà người Lào bản địa được phân biệt với người Lào tại Lào và các sắc tộc Thái khác bằng thuật ngữ Thái Isan (tiếng Lào: ໄທຍ໌ອີສານ, tiếng Isan: ไทยอีสาน), một thuật ngữ bắt nguồn từ tiếng Phạn có nghĩa là đông bắc, song từ 'Lào' vẫn dược sử dụng.